# Yonkers, New York
Yonkers là một thành phố ở quận Westchester, tiểu bang New York, Hoa Kỳ. Đây là thành phố lớn thứ tư ở tiểu bang New York (sau Thành phố New York, Buffalo và Rochester), và là thành phố đông dân nhất ở quận Westchester, với dân số 195.976 người theo điều tra dân số năm 2010. Yonkers giáp ranh với Thành phố New York (quận The Bronx) và có cự ly 3 km về phía bắc của Manhattan.
Thành phố có nhiều địa điểm thu hút: Bảo tàng sông Hudson, Nhà Sherwood, Science Barge, Cross County Shopping Center, và Yonkers Raceway.